# Triaspis sapinii
Triaspis sapinii är en tvåhjärtbladig växtart som beskrevs av De Wild.. Triaspis sapinii ingår i släktet Triaspis och familjen Malpighiaceae. Inga underarter finns listade i Catalogue of Life.